# Mark (jméno)
Jméno Mark je rodné jméno, obdoba jména Marek. V této formě je užíváno v angličtině, ruštině (Марк), nizozemštině, švédštině, norštině a dánštině. V prostředí anglického jazyka je známé od 19. století, kdy začalo být užíváno vedle klasického tvaru Marcus.

## Významní nositelé jména
- Mark Twain (1835–1910) – (vlastním jménem Samuel Langhorne Clemens), americký spisovatel a humorista
- Mark Rothko (1903–1970) – americký malíř
- Mark Vladimirovič Kabakov (* 1924) – ruský spisovatel
- Mark Jarzombek (* 1954) – americký historik
- Mark Solonin (* 1958) – ruský historik a spisovatel
- Mark Ravenhill (* 1966) – anglický dramatik
- Mark Epstein (* 1953) – americký psychiatr
- Mark Podwal (1945–2024) – americký výtvarník
- Mark Rutte (* 1967) – nizozemský politik
- Mark W. Clark (1896–1984) – americký generál
- Mark Natanson (1850–1919) – ruský revolucionář
- Mark Thatcher (* 1953) – britský podnikatel
- Mark Penn (* 1954) – americký marketingový stratég a politický konzultant
- Mark Warner (* 1954) – americký politik a podnikatel
- Mark Shuttleworth (* 1973) – jihoafrický podnikatel
- Mark R. Hughes (1956–2000) – americký podnikatel
- Mark Zuckerberg (* 1984) – americký programátor a podnikatel
- Mark Charig (* 1944) – britský kornetista a trumpetista
- Mark Clarke (* 1950) – britský baskytarista
- Mark Tulin (1948–2011) – americký baskytarista
- Mark Farner (* 1948) – americký zpěvák a kytarista
- Mark Linkous (1962–2010) – americký zpěvák a kytarista
- Mark Knopfler (* 1949) – skotský kytarista a zpěvák
- Mark St. John (1956–2007) – americký zpěvák a kytarista
- Mark Craney (1952–2005) – americký bubeník
- Mark Dresser (* 1952) – americký kontrabasista
- Mark McConnell (1961–2012) – americký bubeník
- Mark Feldman (* 1955) – americký houslista
- Mark Volman (* 1947) – americký zpěvák
- Mark Evans (* 1956) – australský baskytarista
- Mark Kelly (astronaut) (* 1964) – americký astronaut
- Mark Kelly (hudebník) (* 1961) – irský klávesista
- Mark Lanegan (1964–2022) – americký hudebník
- Mark Hoppus (* 1972) – americký hudebník
- Mark Keller (* 1965) – německý herec
- Mark Christopher Lawrence (* 1964) – americký herec
- Mark Lenard (1924–1996) – americký herec
- Mark Williams (* 1959) – britský herec
- Mark McGann (* 1961) – britský herec
- Mark Gatiss (* 1966) – britský herec
- Mark Wahlberg (* 1971) – americký herec
- Mark Messier (* 1961) – kanadský hokejista
- Mark Recchi (* 1968) – kanadský hokejista
- Mark Pederson (* 1968) – kanadský hokejista
- Mark Spitz (* 1950) – americký plavec
- Mark Blundell (* 1966) – britský automobilový závodník
- Mark Boswell (* 1977) – kanadský atlet
- Mark Dunbar (* 1961) – britský zápasník
- Mark McKoy (* 1961) – kanadský atlet
- Mark Cavendish (* 1985) – britský cyklista
- Mark Knowles (* 1971) – bahamský tenista
- Mark Philippoussis (* 1976) – australský tenista
- Mark Tinordi (* 1966) – kanadský hokejista
- Mark Tuitert (* 1980) – nizozemský rychlobruslař
- Mark Lewis-Francis (* 1982) – britský atlet
- Mark Woodforde (* 1965) – australský tenista
- Mark Viduka (* 1975) – australský fotbalista
- Mark Webber (* 1976) – australský pilot Formule 1
- Mark van Bommel (* 1977) – nizozemský fotbalista
- Mark Ther (* 1979) – český výtvarník
- Mark David Chapman (* 1955) – americký vrah